# Jean-Claude Goyon
Jean-Claude Goyon (* 2. August 1937 in Mâcon; † 24. Juni 2021 in Villeurbanne) war ein französischer Ägyptologe.

## Leben
Nach seiner Promotion in Literaturwissenschaft wurde Goyon Forschungsstipendiat am Centre national de la recherche scientifique und Professor für Ägyptologie an der Universität Lyon II. 1988 wurde er Direktor des Institut d'Égyptologie Victor Loret der Universität Lyon II. Er war auch Stipendiat des Institut français d’archéologie orientale in Kairo und wissenschaftlicher Direktor des Centre franco-égyptien d'études des temples de Karnak (Französisch-Ägyptisches Zentrum für die Erforschung der Tempel von Karnak).
Goyon starb im Alter von 83 Jahren am 24. Juni 2021 in Villeurbanne.

## Auszeichnungen
- 1973 Prix Bordin des Institut de France.[5]
- Ritter der Ehrenlegion (französisch Chevalier de la Légion d’honneur).

## Schriften (Auswahl)

### Dissertation
- Les dieux-gardiens et la genèse des temples d’après les textes égyptiens de l’époque gréco-romaine, les soixante d’Edfou et les soixante dix sept dieux de Pharbaethos. Universität Lyon II, 1969 (Doktorarbeit).

### Bücher
- Le papyrus du Louvre n°3279 (= Bibliothèque d’Étude. Band 42). Institut français d’archéologie orientale., Kairo 1966.
- Confirmation du pouvoir royal au nouvel an: Brooklyn Museum papyrus 47.218.50 (= Bibliothèque d’Étude. Band 52). Institut français d’archéologie orientale., Kairo 1972.
- Rituels funéraires de l’ancienne Égypte, le rituel de l’embaumement, le rituel de l’ouverture de la bouche, les livres des respirations. Introduction, traduction et commentaire (= Littératures anciennes du Proche-Orient. Band 4). Les Editions du Cerf, Paris 1972.
- Ramesseum VI: La salle des litanies (= Collectien scientifique. Band 32). Centre de documentation et d'études sur l'ancienne Égypte, Kairo 1974.
- Confirmation du pouvoir royal au nouvel an: Brooklyn Museum [papyrus] 47.218.50 (= Bibliothèque d'étude. Band 52). Institut français d'archéologie orientale, Kairo 1974, ISBN 0-913696-17-X.
- Le Secret des bâtisseurs des grandes pyramides: Khéops. Éditions Pygmalion, Paris 1977, ISBN 2-85704-003-2.
- Les bâtisseurs de Karnak. Presses du CNRS, Paris 1987, ISBN 2-271-10475-0.
- Un corps pour l’éternité. Autopsie d’une momie. Le Léopard d'Or, Paris 1988, ISBN 2-86377-065-9.
- Rê, Maât et pharaon ou Le destin de l’Égypte antique. Editions ACV, Lyon 1998, ISBN 2-913033-01-6.
- mit Jean-Claude Béal (Hrsg.): Les artisans dans la ville antique. (= Archéologie et Histoire de l’Antiquité. Band 6). Université Lumière-Lyon 2, Lyon / De Boccard, Paris 2002, ISBN 2-911971-05-1.
- L’Égypte antique: À travers la collection de l’institut d’égyptologie Victor-Loret de Lyon. Somogy, Paris 2007, ISBN 978-2-7572-0139-8.

L’Égypte restituée
- Sites et temples de Haute-Égypte (1650 av. J.-C.-300 ap. J.-C.) (= L'Égypte restituée. Band 1). Editions Errance, Paris 1991, ISBN 2-87772-063-2.
- Sites et temples des déserts, de la naissance de la civilisation pharaonique à l'époque gréco-romaine. (= L'Égypte restituée. Band 2). Éditions Errance, Paris 1994, ISBN 2-87772-091-8.
- Sites, temples et pyramides de Moyenne et Basse Égypte de la naissance de la civilisation pharaonique à l'époque gréco-romaine (= L'Égypte restituée. Band 3). Editions Errance, Paris 1997, ISBN 2-87772-148-5.

### Aufsätze
- Amphores grecques archaïques de Gurna: à propos d'une publication récente. In: Sesto congresso internazionale di Egittologia. Atti I. Tipograﬁa Torinese, Turin 1992, S. 153‑166.
- Chirurgie religieuse ou thanatopraxie ? Données nouvelles sur la momification en Égypte et réflexions qu'elles impliquent. In: Sesto congresso internazionale di Egittologia. Atti I. Tipograﬁa Torinese, Turin 1992, S. 215–225.
- Remarques sur l'ouvrage de F. de Romanis. In: Topoi. Orient-Occident. Band 6, Nr. 2, 1996, S. 651–655.